# Hitachi
Hitachi Ltd. (株式会社日立製作所, Kabushiki-gaisha Hitachi Seisakusho) (TYO: 6501, NYSE: HIT) er et japansk multinationalt selskab, der specialiserer sig i teknologi, herunder computerteknik, måleudstyr, industrielle robotter og forbrugerelektronik. Hitachi er med en omsætning på ca. 637 mia. kr. (10,004 billioner yen, 2010) og 359.746 ansatte (2009) en af verdens største virksomheder. Hovedsædet er beliggende i Chiyoda, Tokyo.
Siden 1920 har Hitachi været et aktieselskab, og er i dag både noteret på Tokyo Stock Exchange og New York Stock Exchange. Hitachi er moderselskabet i Hitachi Group.
Hitachi producerede i 1965 den første hydrauliske maskine (UH03).